# Aoufous
Aoufous (en àrab أوفوس, Awfūs; en amazic ⴰⵡⴼⵓⵙ) és una comuna rural de la província d'Errachidia, a la regió de Drâa-Tafilalet, al Marroc. Segons el cens de 2014 tenia una població total de 10.424 persones.